# Sainte-Marie-Outre-l'Eau
Sainte-Marie-Outre-l'Eau är en kommun i departementet Calvados i regionen Normandie i norra Frankrike. Kommunen ligger i kantonen Saint-Sever-Calvados som ligger i arrondissementet Vire. År 2022 hade Sainte-Marie-Outre-l'Eau 128 invånare.

## Befolkningsutveckling
Antalet invånare i kommunen Sainte-Marie-Outre-l'Eau
Referens:INSEE